# Gitanos en Estados Unidos
Los gitanos o romaníes estadounidenses (en inglés: Romanian Americans, en romaní: romani-amerikani) son estadounidenses de origen romaní. Sus antepasados llegaron principalmente a los Estados Unidos desde Europa del Este durante los siglos XIX y XX. Se estima que hay un millón de romaníes en Estados Unidos.

## Historia
España envió esclavos romaníes a Luisiana. Existe una comunidad afro-romaní en la parroquia de St. Martin debido a los matrimonios mixtos de africanos liberados y esclavos romaníes. Los romanichal y los romaníes británicos fueron esclavizados en el sur de los Estados Unidos. La migración masiva de romaníes desde Europa comenzó en el siglo XIX. La mayoría eran romanicales. Muchos residían en Ohio, Pensilvania y Virginia. En su mayoría eran comerciantes de caballos.

## Grupos
Son diferentes grupos romaníes en Estados Unidos, con diferentes religiones. La mayoría son romaníes cristianos Dasikane (los romaníes gitanos no tienen nada que ver con los rumanos) de Rumania, Hungría, Checoslovaquia, España, y pocos Xoraxane Roma musulmanes de la antigua Yugoslavia.

## Asentamientos
Los romaníes se concentran en grandes ciudades como Chicago y Los Ángeles y en estados como Nueva York, Virginia, Illinois, Texas y Massachusetts.